# Окінавські бойові мистецтва

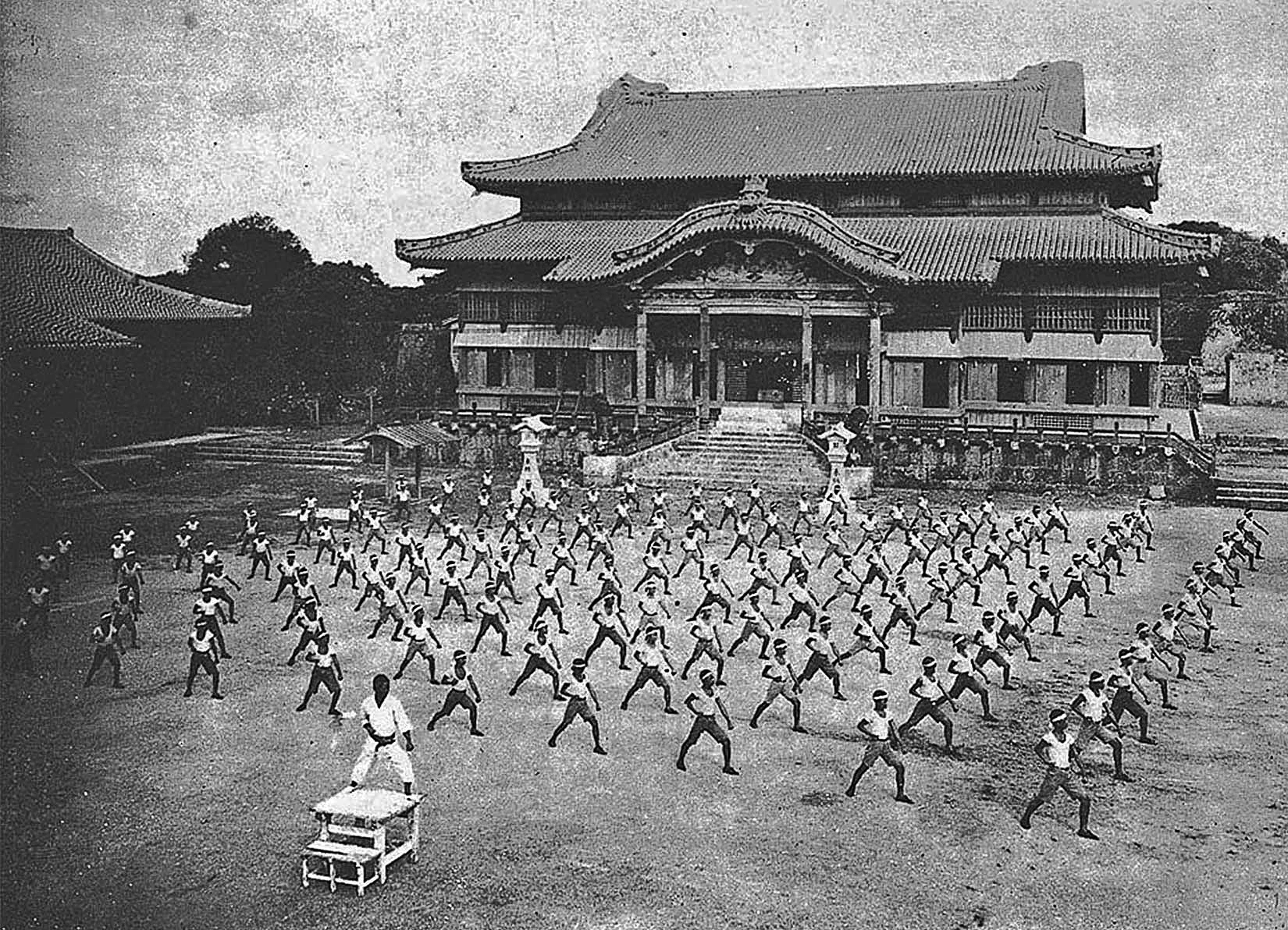
Тренування з карате у Замку Шюрі у прибл. 1938 р.,
Префектура Окінава, Японія

Окіна́вські бойові́ мисте́цтва належать до бойових мистецтв, створених населенням острову Окінава. Найвідомішими з них є карате, теґумі та окінавське кобудо.

## Географічне розташування Окінави

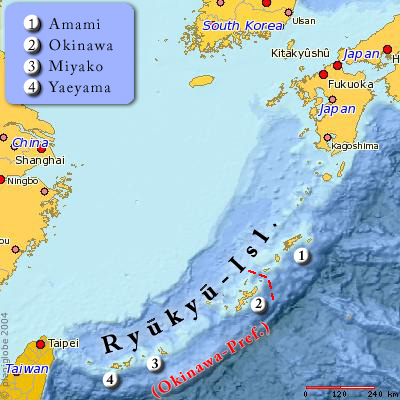
Острови Рюкю, територія префектури Окінава та острів Окінава (2)

Окінава — це назва найбільшого з островів Рюкю — ланцюгу островів на заході Тихого океану біля східної межі Східно-Китайського моря. Цей ланцюг простягається від Кюсю до Тайваню. Окінава розташована близько до Корейського півострову, Китаю та основних земель Японії (у склад якої Окінава зараз входить). Завдяки такому розташуванню, Окінава завжди знаходилася під впливом різних культур з довгою історією торговельних та культурних стосунків з Китаєм, який мав великий вплив на розвиток окінавських бойових мистецтв.

## Ранні бойові мистецтва
Вважається, що мистецтва-попередники сучасних окінавських бойових мистецтв були привнесені до Окінави у 7-му столітті відвідувачами з Китаю — ченцями-буддистами та даосами. Практика цих стилів в Окінаві протягом декількох століть привела до розвитку мистецтв Те (яп. 手, окінавське: Ті, «рука»).
У 14-му столітті, коли три королівства Окінави (Тюдзан, Хокудзан та Нандзан) почали платити данину китайській Династії Мін, на острів прибули імперські китайські посли та багато інших китайців. Деякі з них стали навчати окінавлян мистецтвам цюань-фа (кит.: 拳法 — «основи/закон кулака» — в окінавському прочитанні: Кемпо). Окінавляни об'єднали китайське цюань-фа з існуючими бойовими мистецтвами Те та створили То-те (окінавське: Ту-ді, яп. 唐手:トゥーディー — «рука династії Тан» або «китайська рука», також відоме за вимовою То-де), яке деколи називали Окінава-те (яп. 沖縄手).
У 1429 р. три королівства Окінави об'єдналися у Королівство Рюкю. Коли у 1477 р. до влади прийшов король Сьо Сін, він заборонив практику бойових мистецтв. То-те та кобудо продовжували вивчати у таємниці. Заборона була продовжена і в 1609 р., коли Окінаву захопило князівство Сацума з Японії. Заборони привели до розвитку кобудо, у якому як зброя були застосовані предмети домашнього та сільського господарства.
До 18-го століття різні типи Те розвинулися у трьох різних населених пунктах — Наха, Шюрі та Томарі. Відповідні стилі були названі Наха-те, Шюрі-те та Томарі-те. Зрештою, окінавські майстри довели розвиток цих мистецтв до створення сучасного карате
ja:手 (沖縄武術)

it:Te (arte marziale)

### Наха-те
Наха-те (яп. 那覇手:なはて — «рука міста Наха», окінавське нафа-ді) — назва бойового мистецтва, яке існувало перед Другою світовою війною на території довкола Наха — старого торговельного міста королівства Рюкю, а зараз — столиці острову Окінава.
Первісно, наха-те базувалося на елементах мистецтв цюань-фа з Південного Китаю, включаючи Фуцзянський білий журавель, які потрапляло до Окінави на початку 19-го століття через китайське дипломатичне передмістя Нахи, Кумемура. Наха-те продовжувало розвиватися та перетворюватися, доки нарешті у 1880-х роках Хіґаонна Канрьо не забезпечив надання йому офіційного статусу
Протягом перших декількох десятиліть 20-го століття було засновано ряд офіційних організацій, які спостерігали за окінавськими бойовими мистецтвами та через вплив яких слово карате стало широко застосовуватися як загальна назва усіх окінавських бойових мистецтв, у яких не використовувалася зброя. З розвитком популярності терміну карате, поступово перестали вживатися назви бойових мистецтв, що визначалися географією їх розвитку. Таким чином, термін наха-те вийшов із загального вжитку.
Найвідоміші окінавські майстри бойового мистецтва наха-те:
- Коґусуку Ісей
- Маедзато Ранхо
- Аракакі Сейсьо (яп. 新垣 世璋:あらかき せいしょう, 1840-1920）)
- Хіґаонна Канрьо (яп. 東恩納 寛量:ひがおんな かんりょう, (1853 або 1852)-1915)
- Міяґі Тьодзюн (яп. 宮城 長順:みやぎ ちょうじゅん, 1888–1953)
- Кьода Дзюхацу
- Мабуні Кенва (яп. 摩文仁 賢和:まぶに けんわ, 1889–1952)

Важливі кати:
- Сантін (яп. サンチン)
- Сайфа (яп. 砕破:サイファー)
- Сеіюнтін (яп. 制引戦:セイユンチン)
- Сісотін (яп. 四向戦:シソーチン)
- Сейпай (яп. 十八手:セイパイ)
- Дзюсан (яп. 十三:じゅうさん)

Стилі-наступники наха-те включають Ґодзю-рю, Тоон-рю (розроблений учнями майстра Хіґаонна Канрьо), Коґусуку-рю, Рюей-рю та інші.
ja:那覇手

### Сюрі-те
Сюрі-те (яп. 首里手:しゅりて — «рука міста Сюрі», окінавське Суі-ді) — назва бойового мистецтва, яке існувало перед Другою світовою війною на території довкола міста Сюрі — старої столиці королівства Рюкю, зараз — району міста Наха.
Найвідоміші окінавські майстри бойового мистецтва сюрі-те:
- Сакукава Канґа (яп. 佐久川 寛賀:さくかわ かんが, 1782–(1838 або 1862))
- Мацумура Сокон (яп. 松村 宗棍:まつむら そうこん, 1809–1899)
- Асато Анко (яп. 安里 安恒:あさと あんこう, 1827-1903 або 1828-1906)
- Ітосу Анко (яп. 糸洲 安恒:いとす あんこう, 1831–1915)
- Мотобу Тьою (яп. 本部 朝勇:もとぶ ちょうゆう, 1857-1927)
- Ябу Кенцу (яп. 屋部 憲通:やぶ けんつう, 1866-1937)
- Фунакосі Ґітін (яп. 船越義珍:ふなこし ぎちん, 1868–1957)
- Ханасіро (Ханаґусуку) Тьомо (яп. 花城 長茂:はなしろ（方言では、はなぐすく） ちょうも, 1869–1945)
- Мотобу Тьокі (яп. 本部 朝基:もとぶ ちょうき, 1870-1944)
- Кян Тьотоку (яп. 喜屋武 朝徳:きゃん ちょうとく, 1870–1945)
- Тібана Тьосін (яп. 知花 朝信:ちばな ちょうしん, 1885–1969)
- Тояма Канкен (яп. 遠山 寛賢:とおやま かんけん, 1888–1966)
- Мабуні Кенва (яп. 摩文仁 賢和:まぶに けんわ, 1889–1952)

Важливі кати:
- Найханті (яп. 内蹯地:ナイハンチ)
- Хейан (яп. 平安:へいあん)
- Кусанку-дай або канкудай (яп. 観空大:クーサンクー大 або カンクウダイ)
- Пассай (яп. 披塞)
- Дзіон
- Дзітте
- Сьотін (яп. 壯鎭)
- Тінто (яп. 鎮闘:ちんとう) (у сьотокан — ґанкаку (яп. 岩鶴:がんかく))

Стилі-наступники Сюрі-те включають Сьотокан-рю, Вадо-рю, Сіто-рю, Мотобу-рю, Сьорін-рю, Сюдокан та Сьоріндзі-рю.
ja:首里手

### Томарі-те
Томарі-те (яп. 泊手:とまりて — «рука селища Томарі», окінавське Томарі-ді) — назва традиційного бойового мистецтва, що походить з селища Томарі з Окінави. Томарі-те базується на стилі бою без зброї та виникло, головним чином, під впливом китайських дипломатів та інших майстрів у цюань-фа наприкінці 17-го століття. Разом з Наха-те та Сюрі-те, Томарі-те належить до родини бойових мистецтв, які разом складали То-де-дзюцу або То-де.
Найвідоміші окінавські майстри бойового мистецтва томарі-те:
- Мацумора Косаку (яп. 松茂良 興作:まつもら こうさく, 1829–1898)
- Оядомарі Кокан (яп. 親泊 興寛, 1827-1905)
- Ямадзато Ґікей
- Мотобу Тьокі (яп. 本部 朝基:もとぶ ちょうき, 1870-1944)
- Кян Тьотоку (яп. 喜屋武 朝徳:きゃん ちょうとく, 1870–1945)

Важливі кати:
- Ананку (яп. 安南空)
- Ванкан (яп. 王冠)
- Вансю (яп. 汪楫:わんしゅう
- Пассай (яп. 披塞) школи томарі-те
- Найханті (яп. 内蹯地:ナイハンチ) (Косікі)

Стилі-наступники Томарі-те включають Мотобу-рю, Сьорін-рю, Сьоріндзі-рю, Ґохаку-кай та Мацумора-рю Кьотокукай.
ja:泊手